# Christian Cardona

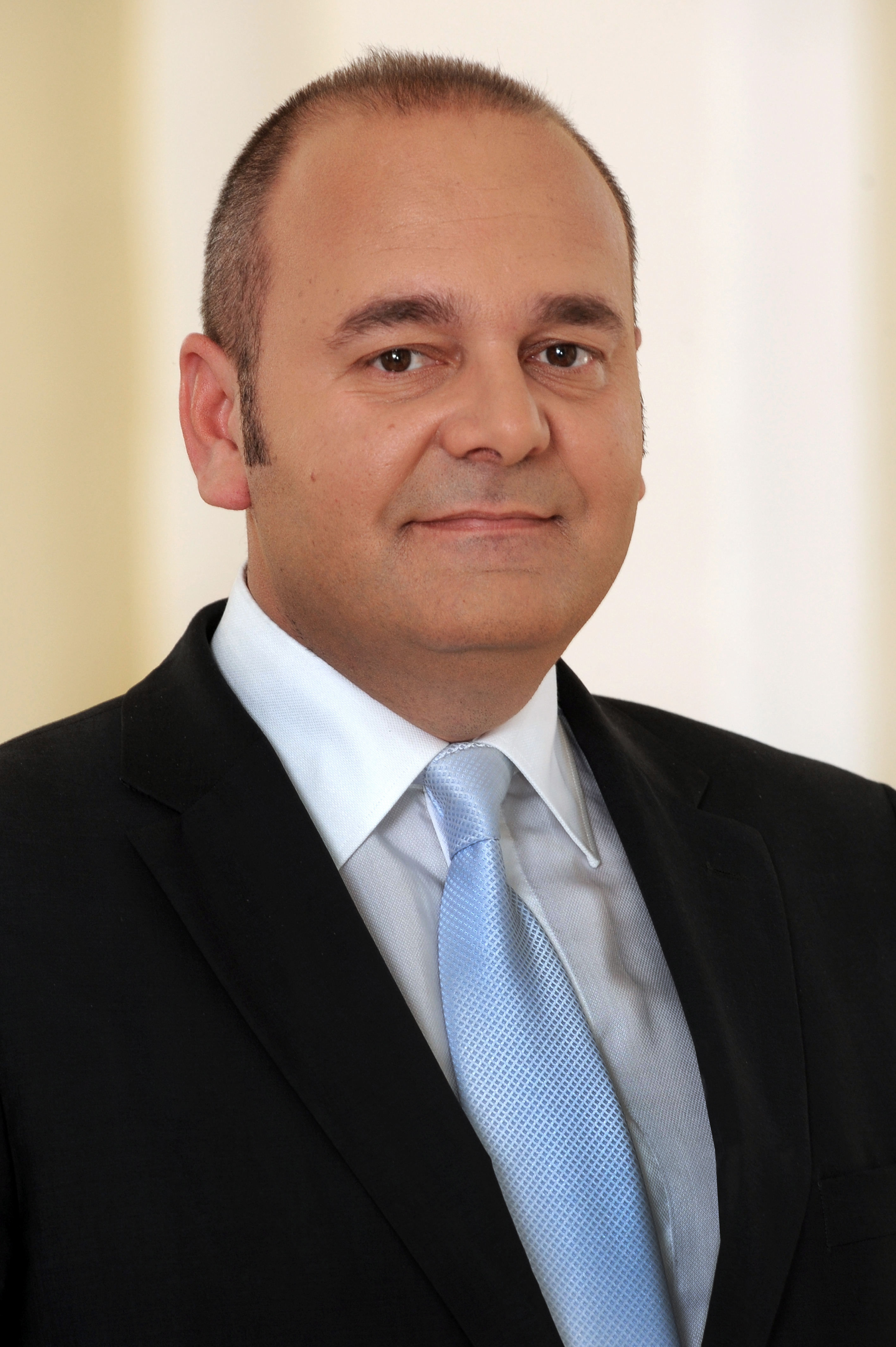
Christian Cardona

Christian Cardona (* 1972) ist ein maltesischer Politiker der Partit Laburista.

## Leben
Cardona studierte Rechtswissenschaften an der Universität Malta und studierte an der Internationalen Seeschifffahrts-Organisation Internationales Seerecht. Als Rechtsanwalt ist er auf Malta tätig. Seit 1996 ist er Abgeordneter im Parlament von Malta. Cardona war Wirtschaftsminister in den Regierungskabinetten von Joseph Muscat im Kabinett Muscat I, im Kabinett Muscat II und im Kabinett Muscat III. Nach der Ermordung der maltesischen Journalistin Daphne Caruana Galizia bildete sich eine internationale Journalistengruppe, um die Arbeiten von Galizia weiterzuverfolgen. Im Zuge dieser Ermittlungen von Journalisten trat Ende November 2019 Cardona als Wirtschaftsminister von seinem Amt zurück.